# Alfredo Oscar Saint-Jean
Alfredo Oscar Saint-Jean, né le 11 novembre 1926 à Chascomús et mort le 2 septembre 1987 dans la même ville, est un militaire et homme d'État argentin. Il occupe de facto la présidence de la Nation du 18 juin au 1er juillet 1982.

## Biographie

### Ministre de l'Intérieur
Saint-Jean est à la tête du secrétariat général de l'armée de terre et détient le portefeuille de l'Intérieur à partir du 22 décembre 1981 durant le gouvernement de Leopoldo Galtieri. C'est à ce titre qu'il se rend responsable de la répression policière de la manifestation « paix, pain et travail » du 30 mars 1982 organisée par la CGT sur la place de Mai.

### Président de la Nation
Après la chute de Galtieri le 17 juin 1982, à la suite de la défaite argentine dans
la guerre des Malouines, l'armée perd de son prestige devant la faible prestation des forces terrestres dans le conflit. Les dissensions internes entre le représentant de l'armée de terre au sein de la junte militaire, le général Cristino Nicolaides, et les chefs de la marine, Jorge Isaac Anaya et de l'aviation, Basilio Lami Dozo, permettent à Saint-Jean d'occuper la charge de président intérimaire de la nation jusqu'à la nomination de Reynaldo Bignone le 1er juillet suivant.

### Poursuites judiciaires
Saint-Jean est inculpé de trente-trois délits commis dans l'exercice de ses différentes charges occupées, surtout en tant que chef de la sous-zone 12, centre et ouest de la province de Buenos Aires. Il demeure cependant en liberté en vertu de l'application des
lois dites du « point final » et de l'« obéissance due ».